# Anatoli Iwanowitsch Majorez
Anatoli Iwanowitsch Majorez (russisch Анатолий Иванович Майорец; * 9. Juli 1929 in Semeniw, Ukrainische SSR, Sowjetunion; † 29. Mai 2016 in Moskau, Russland) war ein sowjetischer Politiker. Nach der Nuklearkatastrophe von Tschernobyl gehörte er der zuständigen Regierungskommission an.

## Leben
Anatoli Majorez kam im Dorf Semeniw (Семенів) im Nordosten der ukrainischen Oblast Chmelnyzkyj als Sohn einer Bauernfamilie zur Welt.
Er studierte von 1946 bis 1950 an der Industrie-technischen Schule in Kamjanez-Podilskyj. Nach seinem Abschluss arbeitete er als Mechaniker in Kisljar und wurde im selben Jahr zum Wehrdienst in der Sowjetarmee eingezogen, in der er bis 1953 diente. Anschließend arbeitete er im Saporischsche Transformatoranlagewerk (Запорожский трансформаторный завод (ЗТЗ)) in Saporischschja, wo er vom Elektriker zum Direktor (1963–65) aufstieg. Parallel zu seiner Tätigkeit im Transformatorenwerk absolvierte er 1962 ein Studium an der Abendschule der heutigen Technischen Universität Saporischschja.
1957 wurde er Mitglied der KPdSU. Von Oktober 1965 an war er Stellvertretender Minister, von 1974 an Erster stellvertretender Minister und vom 19. Dezember 1980 bis zum 22. März 1985 Minister für die elektrische Industrie der UdSSR. Zwischen dem 22. März 1985 und dem 7. Juni 1989 war er Minister für Energie und Elektrifizierung der UdSSR. Während der 10. und 11. Sitzungsperiode (4. März 1979–1989) war er Abgeordneter des Obersten Sowjets der UdSSR. Von 1981 an war er Kandidat und von 1986 bis 1990 war er Mitglied Zentralkomitees der KPdSU.
Anatoli Majorez war mit Nina Nikolajewna Majorez (Нина Николаевна Майорец) verheiratet. Er trat 1989 in den Ruhestand und starb 86-jährig in Moskau, wo er am 1. Juni 2016 auf dem Friedhof Trojekurowo, neben seinem Sohn Andrei (1957–1997) bestattet wurde.

### Mitglied der Regierungskommission zur Nuklearkatastrophe von Tschernobyl
Am 26. April 1986 erhielt er als erste Person in Moskau Informationen über die Nuklearkatastrophe von Tschernobyl, die er am gleichen Morgen dem Vorsitzenden des Ministerrats der UdSSR Nikolai Ryschkow meldete.
Auf dessen Anweisung reiste er als Teil der Regierungskommission unter der Leitung von Boris Schtscherbina unverzüglich über Kiew in die Unfallzone bei Tschernobyl und befahl zwei Reaktorblöcke anzuhalten und im Notfall abzuschalten. Vom Lager Kaskowi (Казковий) aus, das in 20 km Entfernung vom Kernkraftwerk Tschernobyl lag, koordinierte, kontrollierte und verwaltete er die Arbeiten der Liquidatoren in der Sperrzone von Tschernobyl.

## Ehrungen
- Leninorden[4]
- Orden der Oktoberrevolution[4]
- 2× Orden des Roten Banners der Arbeit[4]
- Staatspreis der UdSSR (1978)[2]